# Melitaea nigrofasciata
Melitaea nigrofasciata är en fjärilsart som beskrevs av Gusic 1922. Melitaea nigrofasciata ingår i släktet Melitaea och familjen praktfjärilar. Inga underarter finns listade i Catalogue of Life.